# حکومت (مجموعه تلویزیونی)
سریالی تولیدِ شبکه CW است. نخستین قسمت این سریال در ۱۷ اکتبر ۲۰۱۳ و قسمت پایانی آن در ۱۶ ژوئن ۲۰۱۷ پخش شد. این سریال، به روایتی داستان گونه از سال‌های ابتدایی حکومت ملکه ماری استوارت (ملکه اسکاتلند و فرانسه)، در طی سال‌های حضور او در فرانسه و بعد در اسکاتلند تا لحظه مرگش می‌پردازد.

## در ایران
این سریال در شبکه جم تی وی با دوبله فارسی پخش شد.